# 木村富士夫
木村 富士夫（きむら ふじお、1954年 - ）は、愛媛県出身のアマチュア野球選手（内野手）。

## 経歴
今治西高等学校では二塁手、四番打者として甲子園に2回出場。1971年夏の選手権は、同期の徳丸謙一（愛媛相互銀行）、1年下の矢野隆司の両エースを擁し2回戦に進むが、鹿児島玉龍高に敗退。直後の全日本高校選抜ハワイ遠征に参加。翌1972年春の選抜は2回戦で倉敷工に敗れる。他の1年下のチームメイトに三塁手の渡部一治がいた。
卒業後は法政大学へ進学。東京六大学野球リーグでは在学中3回優勝。1976年秋季リーグではベストナイン（三塁手）に選出される。同年の明治神宮野球大会でも決勝で早稲田大学を降し優勝。大学同期に投手の船木千代美（熊谷組－TDK）、内野手の高代延博、1年上には岩井隆之、1年下には江川卓らいわゆる「花の74年組」がいた。
大学卒業後は川崎重工業に入社し、同社硬式野球部では二塁手として起用される。1980年の都市対抗野球はエース長村正弘の好投もあり準々決勝に進むが、札幌トヨペットに敗れる。1982年の社会人野球日本選手権は2回戦で住友金属の石井毅に抑えられ敗退。